# Pogonognathellus flavescens
Pogonognathellus flavescens is een springstaartensoort uit de familie van de Tomoceridae. De wetenschappelijke naam van de soort is voor het eerst geldig gepubliceerd in 1871 door Tullberg.